# 戈列什夫
49°18′19″N 24°16′9″E / 49.30528°N 24.26917°E
戈列什夫（烏克蘭語：Голешів），是烏克蘭西部的村莊，隸屬利維夫州的斯特雷區。該村處於德涅斯特河畔，面積0.98平方公里，海拔高度240米，2001年人口396。